# Per-Olstjärnen, Ångermanland
Per-Olstjärnen är en sjö i Örnsköldsviks kommun i Ångermanland och ingår i Moälvens huvudavrinningsområde.